# Prefectura de Daxing'anling
La Prefectura de Daxing'anling (en xinès 大兴安岭地区; pinyin Dàxīng'ānlǐng Dìqū) és una prefectura de la província de Heilongjiang. És el territori més al nord de la província i de tota la Xina, concretament a la ciutat-comtat de Mohe. La prefectura, al seu torn, es divideix en quatre Zones Administratives, dos Comtats i una ciutat.
La Prefectura inclou també els territoris de Jiagedaqi i Songling. La situació d'aquests dos territoris és complexa i està en disputa, ja que nominalment formen part també de la Bandera Autònoma d'Oroqen, que és part de la província de Mongòlia Interior, però de facto la gestió és dirigida des de la Prefectura de Daxing'anling, a la província de Heilongjiang, la qual cosa ha portat disputes entre els dos governs provincials.
La ciutat més gran de la prefectura és la ciutat de Tahe, que té uns 60.000 habitants i se situa al nord de la regió.